# Lore Sandoz-Peter

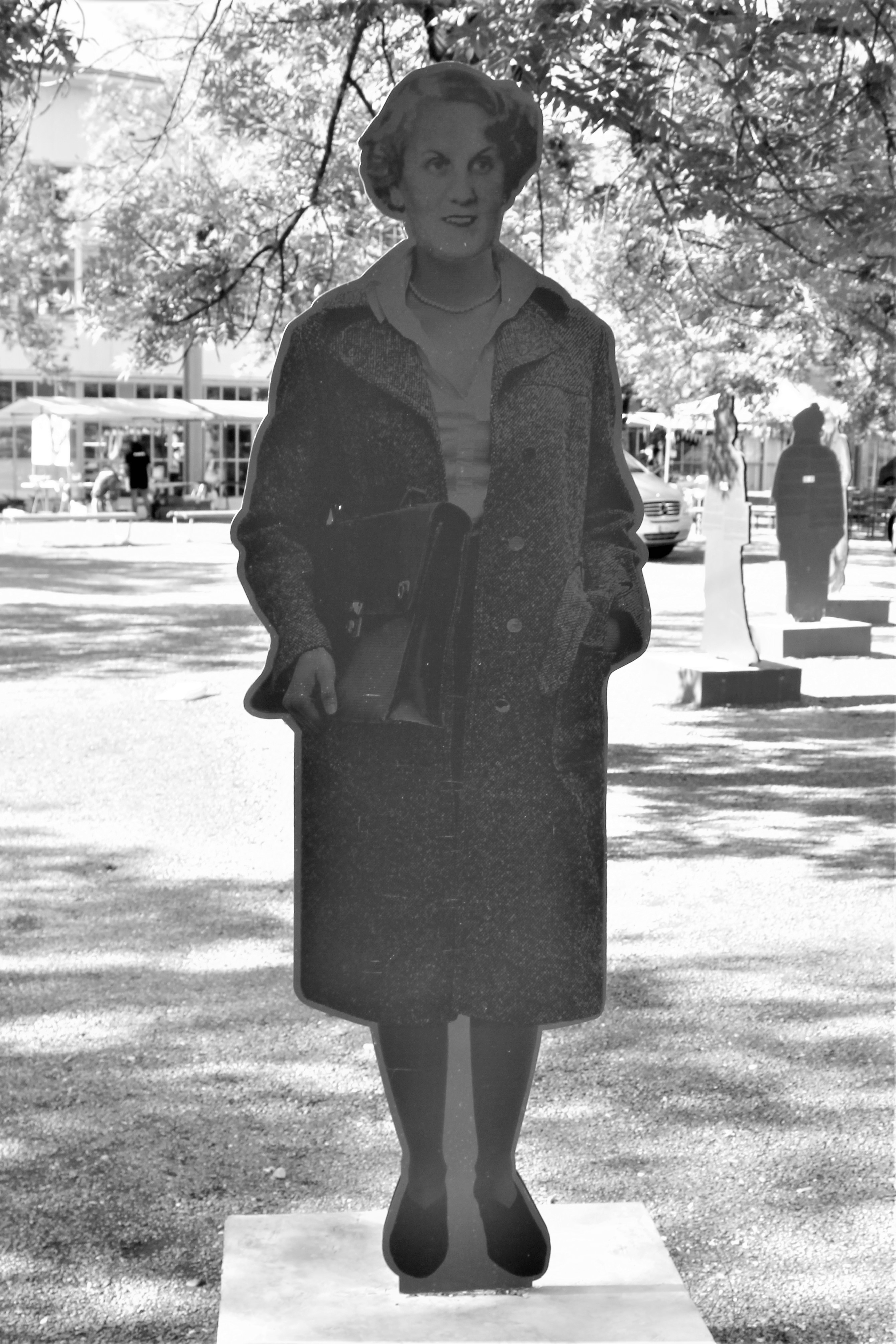
Stele von Lore Sandoz-Peter auf dem Robert-Walser-Platz in Biel

Lore Sandoz-Peter (* 1899 als Lore Peter in Biel; † 9. Oktober 1989 ebenda) war eine Schweizer Unternehmerin. Sie war Generaldirektorin der ersten Schweizer Niederlassung der Uhrenmanufaktur der Bulova Watch Company in Biel. Sie leitete diese von 1927 bis 1961. Lore Sandoz-Peter galt als eine der wichtigsten Führungsfiguren der Schweizer Uhrenindustrie. Unter ihrer Leitung wurden wichtige technologische und soziale Neuerungen, insbesondere für Frauen, durchgeführt.

## Biografie

### Jugend
Lore Peter wuchs in einer wohlhabenden Familie auf, sie war die Tochter von Gottfried Peter, Direktor der Berner Kantonalbank in Biel. Sie verbrachte ihre Kindheit im Seeländer Dorf Radelfingen. Ihre obligatorischen Schuljahre absolvierte sie in Biel. Dort besuchte sie anschliessend die Kaufmännische Berufsschule. Bei den Bernischen Kraftwerken (heute BKW Energie AG) absolvierte sie ein Praktikum. Ein Universitätsstudium war ihr in dieser Zeit als Frau nicht möglich.

### Karriere
Lore Peter arbeitete zunächst vier Jahre lang für eine Bank in Biel, wo sie mit der Liquidation einer in Konkurs gegangenen Uhrenfabrik beschäftigt war. Bei dieser Tätigkeit erhielt sie einen vertieften Einblick in die Uhrenindustrie. Nach einjähriger Anstellung bei einer Finanzgesellschaft wurde sie 1927 von Ardè Bulova von der amerikanischen Uhrenfabrik Bulova Watch Company als Prokuristin für deren Bieler Filiale eingestellt. Die Bulova Watch Company beschäftigte damals rund 40 Mitarbeitende. Im selben Jahr übernahm Lore Peter die Leitung. Durch einen Neubau wurde die Kapazität der Ateliers verdoppelt. Innerhalb von 30 Jahren entwickelte sie die Firma zu einer international erfolgreichen Uhrenmanufaktur.
1942 heiratete Lore Peter Jules Sandoz (1903–1990), der während des Zweiten Weltkriegs einer der drei Adjudanten von General Guisan war. Seit ihrer Heirat nannte sie sich Lore Sandoz-Peter.

### Pionierin

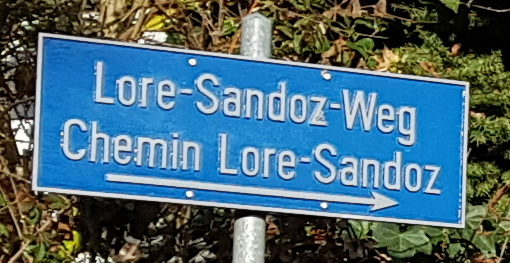

Lore Sandoz-Peter entwickelte sich im Laufe ihrer Tätigkeit bei Bulova Swiss zu einer der erfolgreichsten Managerinnen der Schweizer Uhrenindustrie. Unter ihrer Leitung wurden wichtige technologische und soziale Neuerungen durchgeführt.
Als Generaldirektorin leitete sie den Neubau der Uhrenfabrik Bulova in Biel. Dieser ultramoderne Industriebau bot Platz für 900 Angestellte. Das Gebäude wurde 1950 eingeweiht und galt als eine der fortschrittlichsten Uhrenfabriken des Landes, vielleicht sogar der ganzen Welt. Ziel der Direktorin war es, mit einer grossen, hellen und vollklimatisierten Produktionshalle ideale Arbeitsbedingungen zu bieten, was zu jener Zeit selten war.
Trotz ihres Rufes, „streng und manchmal gefürchtet“ zu sein, war Lore Sandoz-Peter stets am Wohl ihrer Mitarbeitenden interessiert. Sie war eine der ersten, die in ihrem Unternehmen in den 1950er-jahren flexible Arbeitszeiten für Frauen einführte, eine Fünf-Tage-Woche und eine Pensionskasse für Frauen, da diese die Mehrheit des Personals stellten.
Ende der 1950er-Jahre leitete Lore Sandoz-Peter mehr als 1400 Angestellte in den Fabriken in Biel, Neuenburg, Sonvilier sowie Villers-le-Lac (Frankreich), die täglich 5000 Uhren und Uhrwerke herstellten. Unter ihrer Direktion wurde in Biel die weltweit erste elektronische Uhr erfunden, deren Entwicklung Bulova an die Spitze des Uhrenmarktes katapultierte und mit dem Modell Accutron einen Verkaufsschlager produzierte.
Ihr visionäres Unternehmertum verschaffte ihr Respekt und Anerkennung. 1957 wurde sie als Mitglied des Verwaltungsrates der Bulova Watch Company New York, dem obersten Gremium der Firma, berufen. Diese war zu jener Zeit Hauptausrüster für die NASA und deren Apollounternehmungen und Lore Sandoz-Peter hatte als eine der ersten Frauen großes Entscheidungspotenzial in ihrer Eigenschaft als Verwaltungsratsmitglied inne.
Nach 34 Jahren an der Spitze von Bulova Swiss trat sie 1961 in den Ruhestand. Abgelöst wurde sie als Generaldirektorin von ihrem Ehemann Jules Sandoz, der diese Funktion bis 1970 ausübte. Jules Sandoz war 1942 in die Firma eingetreten und bis dahin Direktor in der Firma.
Lore Sandoz-Peter starb am 9. Oktober 1989 kinderlos in Biel. Sie vermachte einen Teil ihres Vermögens der Stiftung Lore Sandoz-Peter. Seit 1990 unterstützt die Stiftung Bedürftige und die Armen- und Krankenpflege in Biel. Seit 2000 ist eine Strasse in Biel nach Lore Sandoz-Peter benannt.